# Památník Svoboda
Památník Svoboda (srbsky Споменик Слобода/Spomenik Sloboda) je vysoký obelisk vztyčený na počest mučedníků ve druhé světové válce a symbolizující tehdejší národně osvobozenecký boj lidu.

## Situace
Nachází se u jednoho z vrcholů hory Iriški Venac vysoké přes 500 m, v místech kde byly sváděny tuhé boje s fašisty. Iriški Venac je součást pohoří Fruška gora ve stejnojmenném národním parku nacházejícím se v jihozápadní části autonomní oblasti Vojvodina na severu Srbska.

## Historie
Tato připomínka historických události byla postavena v roce 1951 podle návrhu akademického sochaře Sretena Stojanoviće, pozdějšího děkana na bělehradské Akademii věd.

## Popis
Památník tvoří vysoký kamenný komolý jehlan vystupující z podstavce symbolizující stupně vítězů. Na jeho vrcholu je postava ženy s vysoko zvednutýma rukama alegoricky zvoucí lid k ozbrojenému povstání. U paty sloupu jsou sousoší a po jeho bočních stranách jsou bronzové reliéfy s výjevy národně osvobozeneckého boje.

## Současnost
U památníku se každoročně koná 7. července pietní akt k uctění památky vojáků, kteří položili své životy v osvobozovací válce v letech 1941 až 1945.

## Vyobrazení

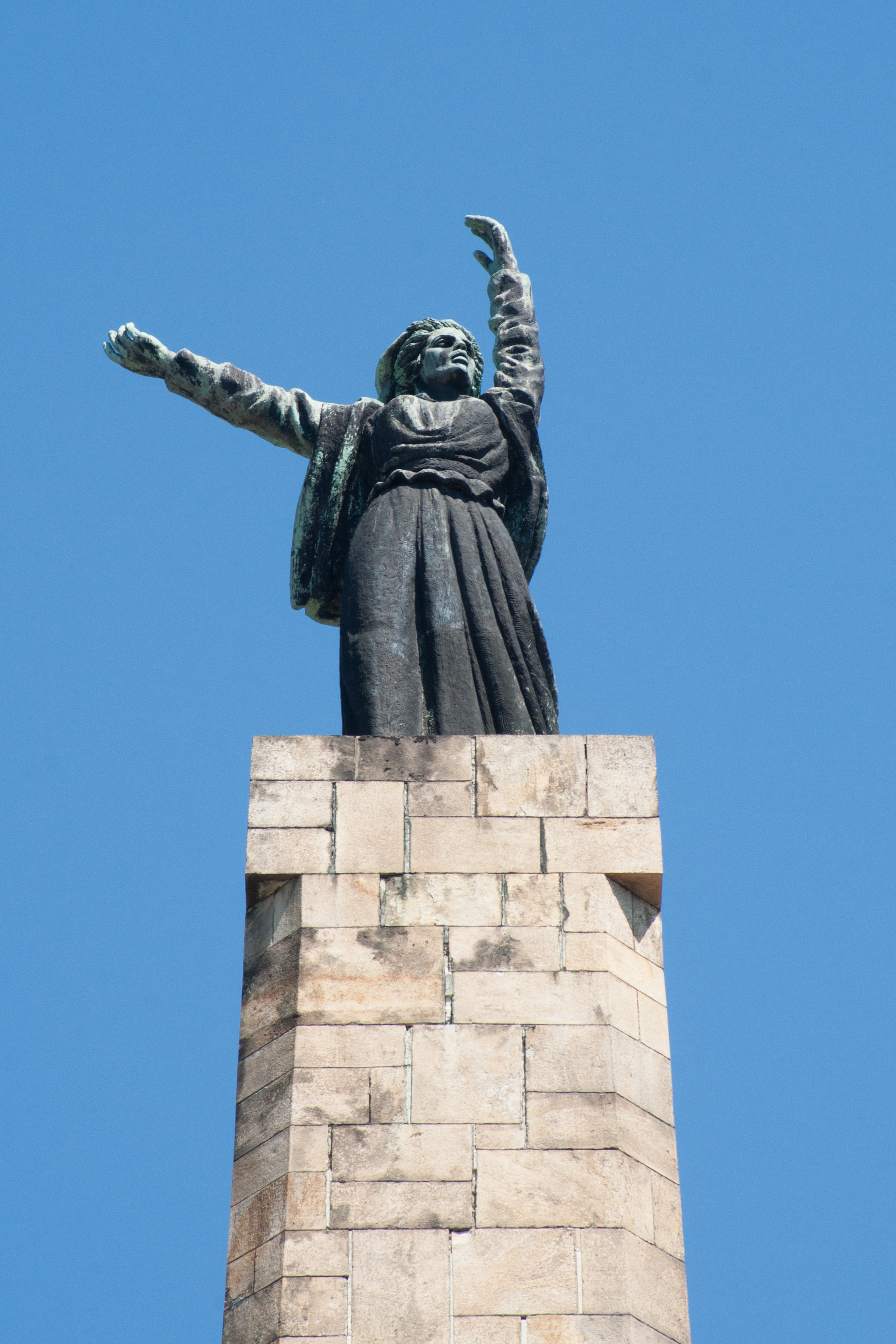
Vrchol
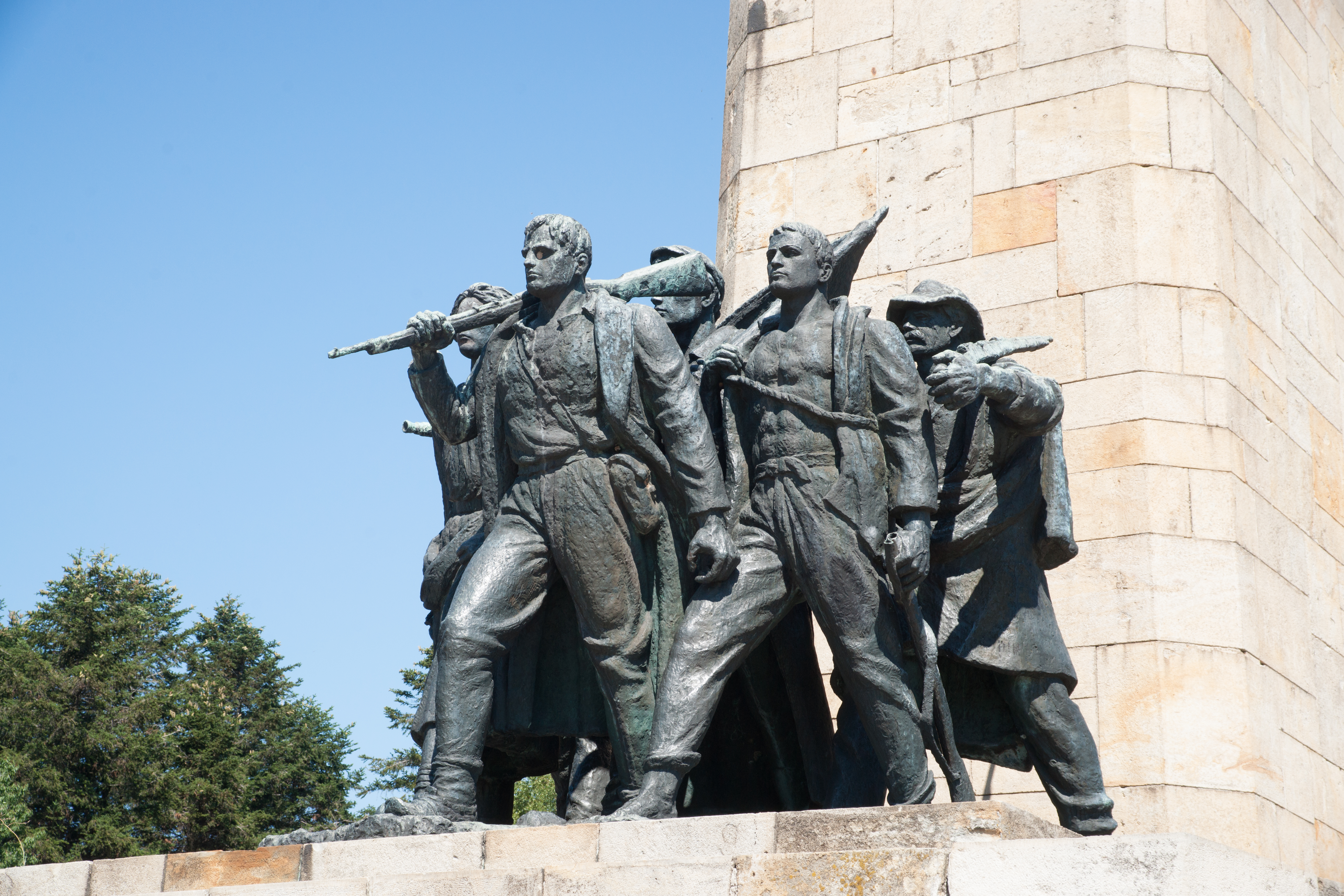
Detail sousoší
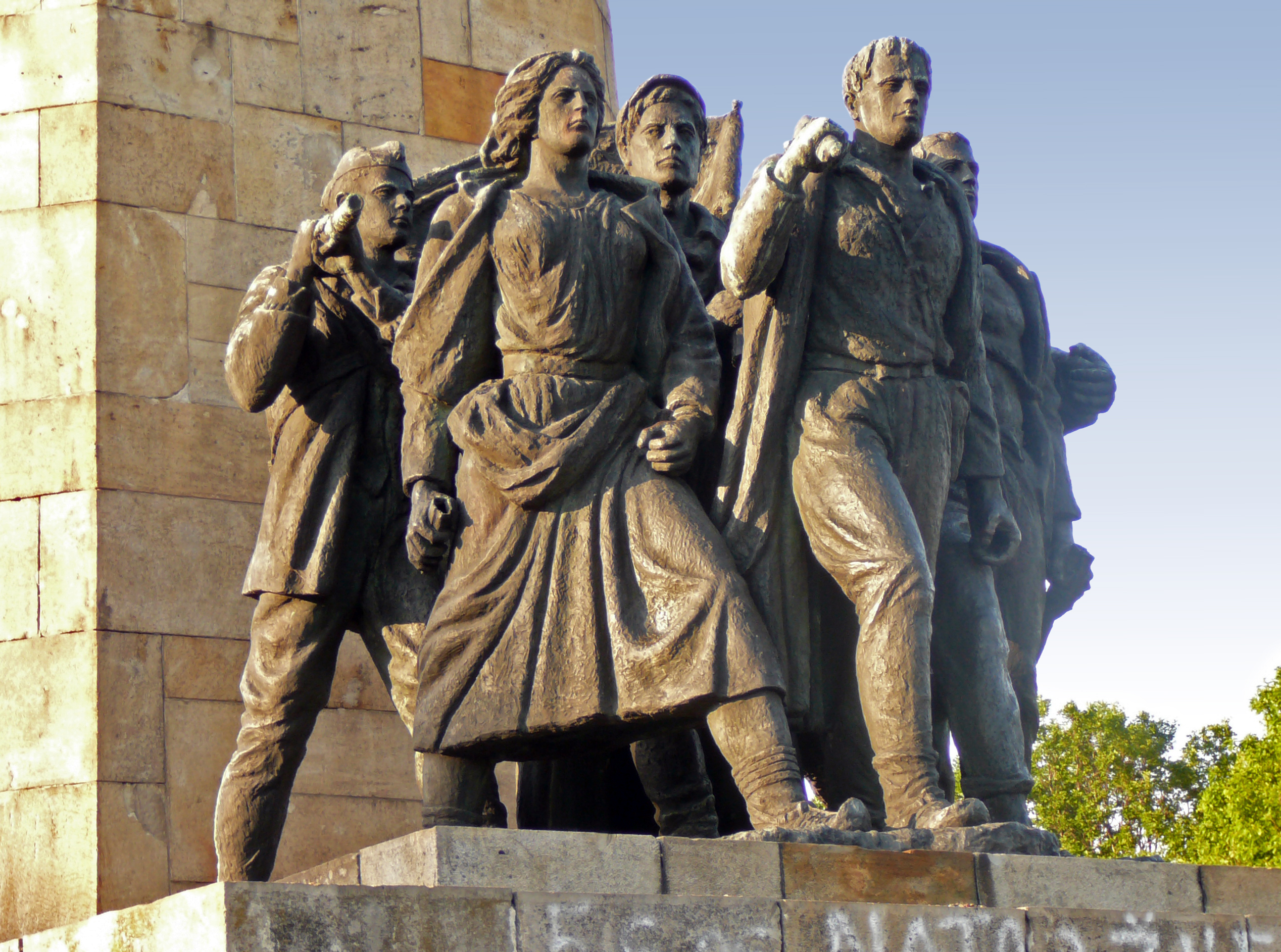
Detail sousoší